# Haptonomie
Haptonomie is een door de fysiotherapeut Frans Veldman (1921-2010) ontwikkelde alternatieve geneeswijze om in contact te komen met het lichamelijk gevoel en inzicht te krijgen in de wisselwerking tussen lichamelijk gevoel en gevoelsleven. Beoefenaars van haptonomie worden haptonoom of haptotherapeut genoemd. De behandelwijze baseert in belangrijke mate op aanraking tussen de therapeut en de patiënt. Voor de effectiviteit van haptonomie bestaat weinig klinisch-wetenschappelijk bewijs.

## Doel
Een haptotherapeut heeft als doel een balans tussen voelen, doen en denken te bereiken. In de westerse samenleving ligt het accent vooral op denken en doen. Voelen is essentieel voor de mens, baby's hebben bijvoorbeeld gevoelscontact nodig om te kunnen ontwikkelen en tijdens de COVID-19 lockdown periode ontstond meer bewustwording over het fenomeen huidhonger. Veldman, de grondlegger van de haptonomie, verwoordde het belang van het voelen als "Wij mensen worden als voelers geboren en tot denkers gemaakt." Als voelen, denken en doen op elkaar aansluiten dan zit men "lekker in zijn vel".
Een haptotherapeut gebruikt het voelen om het denken en doen van een mens te beïnvloeden, in tegenstelling tot een psychotherapeut die gebruikmaakt van het denken, het brein, als ingang. Het doel van een haptotherapeut is een cliënt in contact te brengen met zijn of haar gevoel. Door ons meer bewust te worden van welke gevoelens ons denken en doen bepalen, zijn we eerder in staat andere, meer passende keuzes te maken in het contact met anderen, tijdens werk, tijdens een bevalling, gedurende ontspanning of sport.

## Behandelwijze

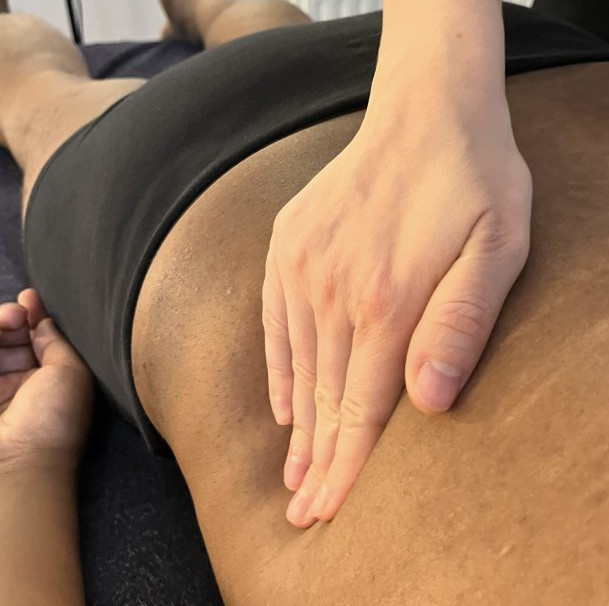
Contactoefening om verbinding en voelend vermogen te stimuleren

In algemene zin wordt tijdens een behandeling gepraat, net als in de psychotherapie, maar daarnaast gaat het om aanraken en vooral om voelen. Haptonomie betekent de 'leer (regel) van het aanraken' en is afgeleid van het Oudgrieks: ἅπτειν, haptein = aanraken, ἁπτός, haptos = tastbaar, νόμος, nomos = regel, ordening. Haptonomie houdt zich bezig met aanraken, voelen, direct lichamelijk contact en de ontwikkeling van de tastzin, met houdingen, bewegingen en gebaren. Indien er een wervel scheef zit, of er is een spier verkrampt, dan kan een fysiotherapeut of masseur dit behandelen - indien een klacht blijft terugkomen dan is het alternatief te leren voelen wat ervoor zorgt dat het lichaam ontspoort, en op die wijze de oorzaak van het probleem weg te nemen. Door haptonomie leert een cliënt te luisteren naar zijn of haar lichaam, door middel van gesprekken, ervaringsoefeningen en aanraking.
Haptonomie kan als geneeswijze in allerlei deelgebieden worden toegepast, veelal als toevoeging aan een andere therapeutisch specialisme dat een behandelaar al bezit (bijv. fysiotherapeut, verloskundige of psychotherapeut). Voorbeelden van deelgebieden zijn zwangerschapsbegeleiding, sportbegeleiding, pijnmanagement, traumaverwerking, bejaardenzorg, en stervensbegeleiding.

### Begeleiding bij traumaverwerking

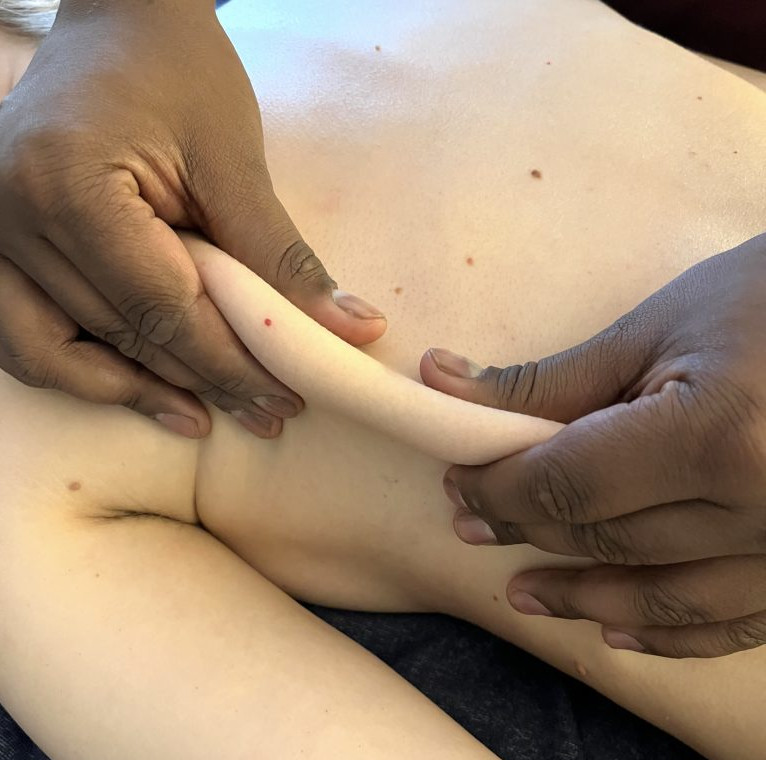
Contactoefening om verbinding en voelend vermogen te stimuleren

Aangeraakt worden helpt de cliënt om zich bewust te worden van wat die voelt in zijn lijf en wat dat aan gevoelens veroorzaakt. Gedurende het leven doet een mens gevoelservaringen op die worden opgeslagen in het lichaam, een soort 'gevoelsgeheugen'. Via de aanraking kan een cliënt weer in contact komen deze gevoelens; de aanraking kan bijvoorbeeld onverwerkte emoties oproepen. In plaats van overleven vanuit oude trauma’s kan een gevoel van veiligheid en stevigheid ontstaan. Haptotherapie kan bij traumaverwerking tevens een aanvulling zijn op behandelingen bij andere hulpverleners zoals een psychotherapeut.

### Zwangerschapsbegeleiding

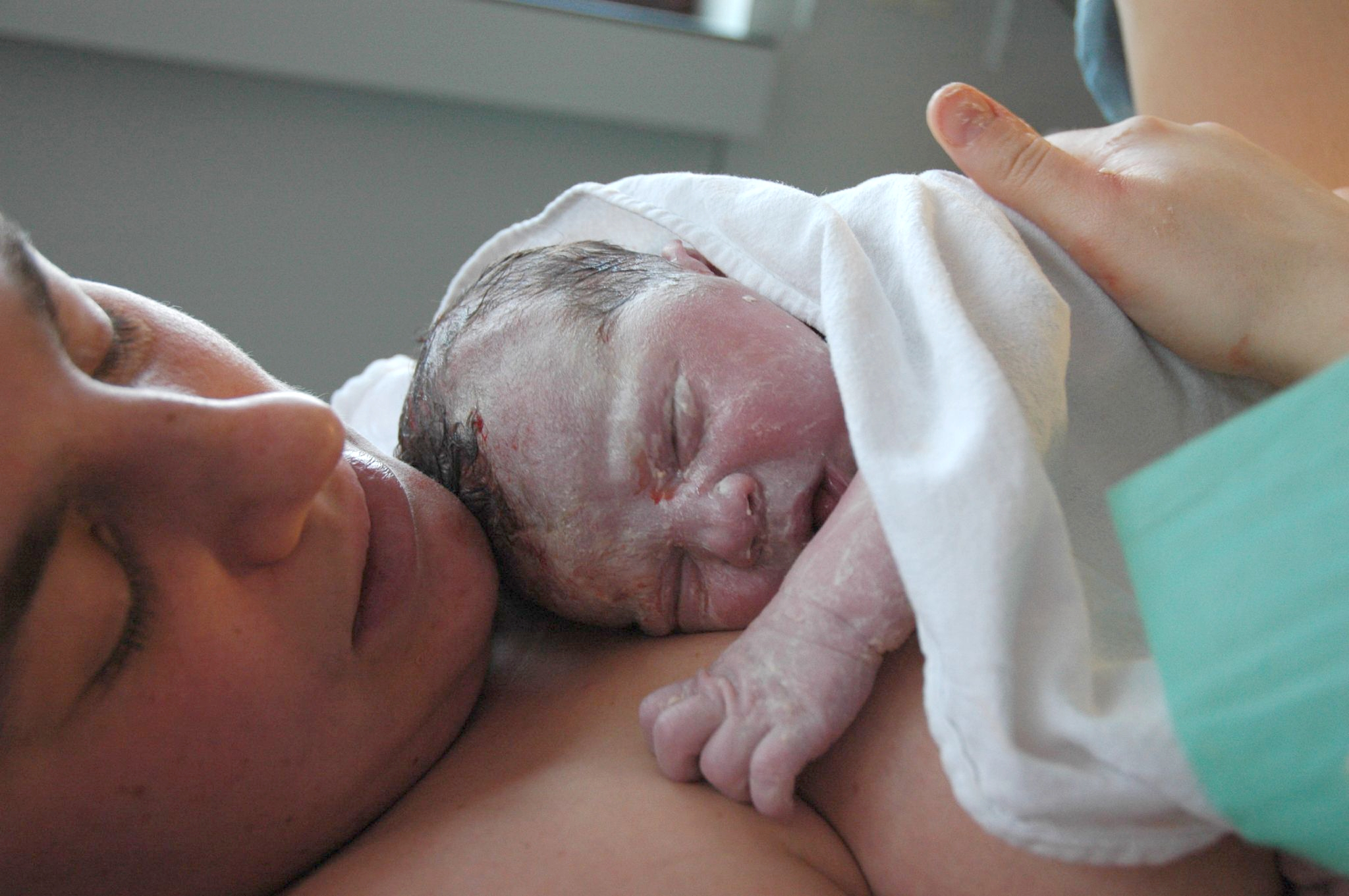
Gevoelscontact direct na geboorte.

In de haptonomische zwangerschapsbegeleiding staat het ervaren van contact tussen de ouders en hun kind centraal. Het gaat zowel om de beleving van de zwangerschap als de voorbereiding op de geboorte en daarna. Het positieve effect van haptonomische begeleiding op de angstbeleving rond een zwangerschap is meermalen aangetoond in wetenschappelijk onderzoek.

### Sportbegeleiding
Met haptonomische sportbegeleiding wordt het lichaamsgevoel vergroot en ervaart de sporter lijfelijk wat er blokkeert of juist vrij maakt. Als je in vorm bent, lijkt alles te kloppen: de bewegingen, het gevoel voor de bal, het speelveld aanvoelen en het ‘vinden’ van teamgenoten. Te veel ‘in het hoofd zitten’ leidt ertoe dat bewegingen houterig worden.
Tussen ca. 1975-1995 was Ted Troost de bekendste sporthaptonoom van Nederland, hij had vele topsporters onder behandeling, waaronder schaatsster Yvonne van Gennip en diverse leden van het Nederlands voetbalelftal bij het EK in 1988.

## Wetenschappelijke validiteit
Er bestaat weinig klinisch-wetenschappelijk onderzoek naar de effectiviteit van haptonomie. In onderzoek rond specifieke toepassingsgebieden van haptonomie kan de effectiviteit aangetoond worden, de effectiviteit van haptonomie als geheel is niet wetenschappelijk bewezen. Nederlandse aanbieders van wetenschappelijk onderbouwde zorgrichtlijnen en patiënteninformatie, zoals het NHG en Thuisarts, publiceren geen richtlijnen of adviezen over haptonomie.
In 2017 reikte de Vereniging tegen de Kwakzalverij, een organisatie die sceptisch staat tegenover medisch handelen zonder dat daar wetenschappelijk bewijs voor is, de Meester Kackadorisprijs uit aan de Koninklijke Nederlandse Organisatie van Verloskundigen (KNOV) omdat zij volgens haar onkritisch omgingen met alternatieve geneeswijzen, waarbij haptonomie specifiek benoemd werd.

## Nederlandse beroepsorganisaties
Haptonoom en Haptotherapeut zijn in Nederland geen beschermde beroepstitels. In Nederland zijn er meerdere instituten waar de opleiding tot haptotherapeut gevolgd kan worden en zijn er diverse beroepsorganisaties waar een haptotherapeut zich bij kan aansluiten. Er zijn beroepsorganisaties die puur gericht zijn op haptotherapeuten (bijvoorbeeld de Vereniging van Haptotherapeuten (VVH), de Stichting Hapsis), en beroepsorganisaties die een bredere doelgroep afdekken (bijvoorbeeld de Nederlandse Federatie Gezondheidszorg (NFG), de Nederlandse vereniging voor psychosociaal therapeuten (NVPA), de Belangenorganisatie voor Therapeut en Client (BATC), of de Vereniging Haptonomische Zwangerschapsbegeleiders (VHZB)).
Omdat zij een alternatieve geneeswijze beoefenen worden haptotherapeuten niet in het BIG-register geregistreerd. De beroepsorganisaties beschikken om die reden elk over een register van aangesloten therapeuten. De beroepsorganisaties hebben elk hun eigen eisen ten aanzien van de geregistreerde therapeuten, waaronder het volgen van een door hen erkende opleiding. De Vereniging van Haptotherapeuten (VVH), de grootste beroepsorganisatie voor haptotherapeuten in Nederland, vereist bijvoorbeeld het volgende ten aanzien van de in haar register opgenomen therapeuten: deze moeten minimaal beschikken over een hbo-opleiding in de gezondheidszorg of welzijnszorg, zij dienen een VVH-geaccrediteerde opleiding haptotherapie gevolgd te hebben, medische basiskennis op HBO-niveau te bezitten, en zijn na opname in het register verplicht tot het volgen van nascholing, te voldoen aan praktijkinrichtingseisen, en zijn onderworpen aan klacht- en tuchtrecht van de beroepsvereniging.
Hoewel het een vrij beroep betreft vereisen de meeste zorgverzekeraars een lidmaatschap van een beroepsorganisatie als voorwaarde voor de vergoeding van een behandeling. Haptotherapie wordt niet vergoed vanuit de basisverzekering, dit vergt een aanvullende verzekering.